# Dennis Mitchell
Dennis Allen Mitchell (Havelock (North Carolina), 20 februari 1966) is een voormalige Amerikaanse sprinter, die met name uitblonk op de estafette. Hij verbeterde viermaal als derde loper het wereldrecord op de 4 x 100 m estafette en werd olympisch kampioen (1992) en tweevoudig wereldkampioen (1991, 1993) op deze afstand. Hij nam driemaal deel aan de Olympische Spelen. Vanwege zijn sprintoutfit kreeg hij de bijnaam the green machine.

## Biografie

### Eerste medailles als junior
Mitchell begon op zesjarige leeftijd met hardlopen. Zijn vader was een legersergeant en kon geen babysitter betalen. Zijn eerste medaille behaalde hij in 1984 door op de Pan-Amerikaanse juniorenkampioenschappen een gouden medaille te winnen op de 400 m. Met een tijd van 46,83 s versloeg hij zijn landgenoot Andrew Valmon (zilver; 46,94) en de Canadees Bernard Whyte (brons; 47,20). Dat jaar rondde hij ook zijn studie af aan de Edgewood Regional High School.
In 1988 won Dennis Mitchell op de NCAA-indoorkampioenschappen een gouden medaille op de 200 m. Op de Olympische Spelen van Seoel dat jaar werd hij op de 100 m vierde. Op de 4 x 100 m estafette werd hij gediskwalificeerd, omdat zijn teamgenoot Calvin Smith het stokje niet binnen het wisselvak aan Lee McNeill wist te geven.

### Tweemaal binnen een week wereldrecord
Een week voor de wereldkampioenschappen van 1991 verbeterde Mitchell samen met Mike Marsh, Leroy Burrell en Carl Lewis in Zürich het wereldrecord op de 4 x 100 m estafette naar 37,67. Een week later scherpte hij op de WK met het Amerikaanse team, waarin alleen Mike Marsh had plaatsgemaakt voor Andre Cason, deze tijd verder aan naar 37,50. Op de individuele 100 m won hij een bronzen medaille.

### Olympisch eremetaal
Zijn beste prestaties leverde Dennis Mitchell in 1992. Hij begon het jaar met zijn eerste medaille op de 100 m tijdens de Amerikaanse kampioenschappen. Op de Olympische Spelen van Barcelona won hij met zijn teamgenoten Mike Marsh, Leroy Burrell en Carl Lewis een gouden medaille op de 4 x 100 m estafette. In alweer een wereldrecordtijd van 37,40 versloegen ze de estafetteploegen uit Nigeria en Cuba. Individueel won hij op deze Spelen op de 100 m een bronzen medaille achter de Brit Linford Christie (goud) en de Namibiër Frankie Fredericks (zilver).
Vier jaar later, op de Olympische Spelen van Atlanta, viste Mitchell met een vierde plaats op de 100 m net achter de medailles. Op de estafette nam hij echter het zilver mee naar huis, een medaille die hij won samen met zijn teamgenoten Jon Drummond, Tim Harden en Mike Marsh. Het Amerikaans viertal eindigde achter Canada (goud) en voor Brazilië (brons).

### Schorsing
In 1998 werd Mitchell voor twee jaar door de IAAF geschorst, omdat zijn testosteron-waardes te hoog waren. Zijn excuus: vijf biertjes en minstens viermaal seks met zijn vrouw werd wel door de Amerikaanse atletiekbond geaccepteerd, maar niet door de IAAF. In 2001 nam hij voor de laatste maal deel aan een groot toernooi, waarbij hij op de wereldkampioenschappen in Edmonton een gouden medaille won op de estafette. Deze medaille werd hem later ontnomen toen bleek, dat teamlid Tim Montgomery bij een dopingzaak betrokken was.
Momenteel werkt Dennis Mitchell als trainer voor onder andere Damu Cherry, Bernard Williams en de Antilliaanse Nederlanders Churandy Martina en Hensley Paulina.

## Titels
- Olympisch kampioen 4 x 100 m estafette - 1992
- Wereldkampioen 4 x 100 m estafette - 1991, 1993
- Amerikaans indoorkampioen 60 m - 1994
- Amerikaans kampioen 100 m - 1992, 1994, 1996
- NCAA-kampioen 200 m - 1995
- NCAA-indoorkampioen 200 m - 1988
- Pan-Amerikaans juniorenkampioen - 1984

## Wereldrecords

### 4 x 100 m
| Tijd (sec.) | Datum            | Plaats    | 1e loper     | 2e Loper      | 3e Loper        | 4e Loper      |
| ----------- | ---------------- | --------- | ------------ | ------------- | --------------- | ------------- |
| 37,67       | 7 augustus 1991  | Zürich    | Mike Marsh   | Leroy Burrell | Dennis Mitchell | Carl Lewis    |
| 37,50       | 1 september 1991 | Tokio     | Andre Cason  | Leroy Burrell | Dennis Mitchell | Carl Lewis    |
| 37,40       | 8 augustus 1992  | Barcelona | Mike Marsh   | Leroy Burrell | Dennis Mitchell | Carl Lewis    |
| 37,40       | 21 oktober 1993  | Stuttgart | Jon Drummond | Andre Cason   | Dennis Mitchell | Leroy Burrell |

## Persoonlijke records
Outdoor
| Onderdeel | Prestatie | Datum            | Plaats |
| --------- | --------- | ---------------- | ------ |
| 100 m     | 9,91 s    | 25 augustus 1991 | Tokio  |
| 200 m     | 20,09 s   | 2 juni 1989      | Provo  |
| 400 m     | 45,26 s   | 1986             |        |

Indoor
| Onderdeel | Prestatie | Datum         | Plaats  |
| --------- | --------- | ------------- | ------- |
| 60 m      | 6,61 s    | 12 maart 1993 | Toronto |

## Palmares

### 60 m
- 1993: 6e WK indoor - 6,62 s

### 100 m
- 1988: 4e OS - 10,04 s
- 1991:  WK - 9,91 s
- 1992:  Grand Prix Finale - 10,09 s
- 1992:  OS - 10,04 s
- 1993:  WK - 9,99 s
- 1994:  Grand Prix Finale - 10,12 s
- 1994:  Goodwill Games - 10,07 s
- 1995: 7e Grand Prix finale - 10,25 s
- 1996: 4e OS - 9,99 s
- 1996:  Grand Prix Finale - 9,91 s

### 200 m
- 1985: 6e World Indoor Games - 21,92 s
- 1990:  Goodwill Games - 20,89 s
- 1993: 6e Grand Prix Finale - 20,89 s

### 400 m
- 1984:  Pan-Amerikaanse juniorenkamp. - 46,83 s

### 4 x 100 m
- 1991:  WK - 37,50 s
- 1992:  OS - 37,40 s (WR)
- 1993:  WK - 37,48 s
- 1996:  OS - 38,05 s
- 2001: DSQ WK - 37,96 s (was goud, maar gediskwalificeerd wegens doping)

1912: Jacobs, Macintosh, d'Arcy, Applegarth ·
1920: Paddock, Scholz, Murchison, Kirksey ·
1924: Clarke, Hussey, Leconey, Murchison ·
1928: Wykoff, Quinn, Borah, Russell ·
1932: Kiesel, Toppino, Dyer, Wykoff ·
1936: Owens, Metcalfe, Draper, Wykoff ·
1948: Ewell, Wright, Dillard, Patton ·
1952: Smith, Dillard, Remigino, Stanfield ·
1956: Murchison, King, Baker, Morrow ·
1960: Cullmann, Hary, Mahlendorf, Lauer ·
1964: Drayton, Ashworth, Stebbins, Hayes ·
1968: Greene, Pender, Smith, Hines ·
1972: Black, Taylor, Tinker, Hart ·
1976: Glance, Jones, Hampton, Riddick ·
1980: Moeravjov, Sidorov, Prokofjev, Aksinin ·
1984: Graddy, Brown, Smith, Lewis ·
1988: Bryzgin, Krylov, Moeravjov, Savin ·
1992: Marsh, Burrell, Mitchell, Lewis ·
1996: Esmie, Gilbert, Surin, Bailey ·
2000: Drummond, Williams, Lewis, Greene ·
2004: Gardener, Campbell, Devonish, Lewis-Francis ·
2008: Bledman, Burns, Callender, Thompson ·
2012: Carter, Frater, Blake, Bolt ·
2016: Powell, Blake, Ashmeade, Bolt ·
2020: Desalu, Jacobs, Patta, Tortu ·
2024: Brown, Blake, Rodney, De Grasse
1983 King, Gault, Smith, Lewis ·
1987 McRae, McNeill, Glance, Lewis ·
1991 Cason, Burrell, Mitchell, Lewis ·
1993 Drummond, Cason, Mitchell, Burrell ·
1995 Esmie, Gilbert, Surin, Bailey ·
1997 Esmie, Gilbert, Surin, Bailey ·
1999 Drummond, Montgomery, Lewis, Greene ·
2001 Nagel, du Plessis, Newton, Quinn ·
2003 Capel, Williams, Patton, Johnson ·
2005 Doucouré, Pognon, De Lépine, Dovy ·
2007 Patton, Spearmon, Gay, Dixon ·
2009 Mullings, Frater, Bolt, Powell ·
2011 Carter, Frater, Blake, Bolt ·
2013 Carter, Bailey-Cole, Ashmeade, Bolt ·
2015 Carter, Powell, Ashmeade, Bolt ·
2017 Ujah, Gemili, Talbot, Mitchell-Blake ·
2019 Coleman, Gatlin, Rodgers, Lyles ·
2022 Brown, Blake, Rodney, De Grasse ·
2023 Coleman, Kerley, Carnes, Lyles
- World Athletics: 14246267
- Library of Congress Control Number: no99011997
- Virtual International Authority File: 315534452
- WorldCat: E39PBJhhpHHh3GHh6bRyTgjV4q